# Рожнів (гміна)
Ґміна Рожнюв — адміністративна субодиниця Косівського повіту Станіславського воєводства. Утворена 1 серпня 1934 року згідно з розпорядженням Міністерства внутрішніх справ РП від 21 липня 1934 за підписом міністра Мар'яна Зиндрама-Косьцялковського під час адміністративної реформи. Село Рожнів стало центром сільської ґміни Рожнюв. Ґміна утворена з попередніх самоврядних сільських гмін Кобакі, Рожнюв, Рибно, Слобудка.
У 1934 р. територія ґміни становила 78,57 км². Населення ґміни станом на 1931 рік становило 12 078 осіб. Налічувалось 2 827 житлових будинків.
Ґміна ліквідована в 1940 р. у зв’язку з утворенням району.